# Mršnik
Mršnik je priimek več znanih Slovencev:
- Ivo Mršnik (*1939), slikar in grafik, prof. PeF UL
- Jadran Mršnik (*1947), častnik
- Jana Mršnik (*1972), tekstilna in modna oblikovalka
- Marko Mršnik, finančni strokovnjak
- Matej Mršnik (*1973), glasbenik kitarist, aranžer, producent, pedagog
- Nina Mršnik, slikarka (dipl. v Londonu); industrijska in unikatna oblikovalka
- Pavel Mršnik (1916 - 1994), duhovnik